# Crastatt
Crastatt település Franciaországban, Bas-Rhin megyében. Lakosainak száma 291 fő (2022. január 1.). Crastatt Hohengœft, Jetterswiller, Romanswiller, Wasselonne, Zehnacker és Sommerau községekkel határos.

## Népesség
A település népességének változása:
| Lakosok száma | 243  | 262  | 272  | 270  | 270  | 270  | 278  | 281  | 291  |
|               | 2013 | 2015 | 2016 | 2017 | 2018 | 2019 | 2020 | 2021 | 2022 |